# Bocas de Ceniza
Bocas de Ceniza (spanska för askgrå mynning) är Magdalenaflodens mynning i Karibiska havet.
Savannklimat råder i trakten. Årsmedeltemperaturen i trakten är 26 °C. Den varmaste månaden är september, då medeltemperaturen är 27 °C, och den kallaste är februari, med 25 °C. Genomsnittlig årsnederbörd är 1 170 millimeter. Den regnigaste månaden är september, med i genomsnitt 246 mm nederbörd, och den torraste är januari, med 6 mm nederbörd.